# Cantonul Lyon-XIII
Cantonul Lyon-XIII este un canton din arondismentul Lyon, departamentul Rhône, regiunea Rhône-Alpes, Franța.